# 한수진 (바이올리니스트)
한수진(1986년 7월 22일 ~ )는 대한민국의 바이올린 연주자이다.

## 생애
한국에서 태어났지만, 2세때 대학교수인 아버지가 영국으로 박사학위를 위해 유학을 가게 되어 어릴 때 영국으로 이주하였으며 주로 런던에서 살았다. 어릴때 어머니가 연주하는 바이올린을 듣고 호기심에 시작하였으나 며칠만에 그만두고 8세때 제대로 시작했다. 9세때 Yehudi Menuhin 음악학교 오디션에 합격 하였으나 기숙생활이 너무 어린나이에 힘겨웠다고 한다. 11세때 집에서 통학 가능한 Purcell 음악학교로 전학하였다. 12세때 위그모어 홀 데뷔, 15세때 비에니아프스키 국제콩쿠르 최연소 참가하여 한국인 최초 2위를 수상했다. 부상으로 활, 2점의 그림, 음악평론가상, 폴란드 국영방송 청취자상 등, 총 7개의 상을 받았다. 옥스포드 대학에서 음악학을 수료하고 왕립음악대학원(런던) 과 크론버그아카데미(독일) 최고연주자과정을 졸업하였다.

## 일화
- 지휘자 정명훈 으로부터 ‘하늘에서 내린 재능’ 이라고 극찬 받은 바 있다. 이후 6회의 협연을 했다.
- 2001년부터 영국의 챨스 비어로부터 과다니니를 지원 받았으며, 현재는 익명의 후원자로부터 1666년산 스트라디바리우스를 지원받아 연주하고 있다.
- 어릴적에 다친 오른쪽 턱관절이 직업병으로 발전하면서 수술이 불가피하게 되어 결국 수술을 받았다. 약 5년이상 치료와 재활을 해야했으며 이기간 중 3년반 정도는 악기에 손도 대지 못했다고 한다.

## 수상 내역
- 2022년: 한국음악협회 젊은음악가상
- 2023년: 대한민국예술원 젊은예술가상 음악부문